# Stella quarta decima
Stella quarta decima (en latin « la quatorzième étoile ») est la devise apparaissant sur les pièces de monnaie (coppers) de la république du Vermont frappé entre 1785 et 1786. Les pièces ont été émises pendant la période où le Vermont était un État indépendant appelé la république du Vermont (de 1777 à 1791). 

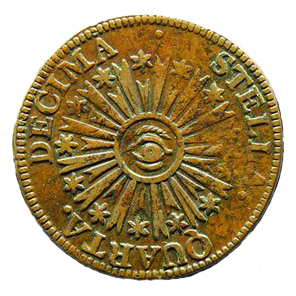
Coppers du Vermont avec la devise '.

La devise apparaît sur le revers de la pièce et encercle une couronne de treize petites étoiles représentant les États-Unis d'alors[réf. nécessaire] avec une grande étoile centrale contenant un œil en son centre. La devise exprime la volonté de l’État, alors indépendant, de rejoindre les États-Unis en tant que quatorzième État.
Le Vermont fut admis au sein des États-Unis le 4 mars 1791.

## Sources
- (en) Cet article est partiellement ou en totalité issu de l’article de Wikipédia en anglais intitulé « Stella quarta decima » (voir la liste des auteurs).